# Motorika člověka
Motorika člověka představuje souhrn lidských pohybových předpokladů a projevů zahrnující průběh a výsledek pohybové činnosti. Motorická činnost je pak cílevědomý a systematický proces řízený centrální nervovou soustavou, uskutečňovaný v interakci mezi člověkem a okolím za pomoci pohybové soustavy. S motorikou souvisí i termíny mobilita a motilita. Mobilita (také hybnost) znamená všechny pohybové funkce vykonávané kosterním a hladkým svalstvem, motilita je souhrn pohybů vegetativních systémů prováděných pouze hladkým svalstvem.

## Typické znaky lidské motoriky
Typickými znaky lidské motoriky jsou:
- vzpřímené držení těla a chůze
- odlišná hybnost dolních a horních končetin
- precizní uchopování předmětů,
- lateralita
- bohatý rejstřík dovednostních pohybů
- motorika spojená s řečí (gestikulace atp.).

## Motorika dítěte
U malých dětí je velmi důležité rozvíjet motoriku, tedy hybnost pohybových předpokladů a projevů. Pohybové schopnosti dítěte (motorické schopnosti, motorika) a řeč se vzájemně ovlivňují. Pokud u dítěte probíhá správný pohybový vývoj, nastupuje v odpovídajícím období i vývoj řeči. Při postižení pohybového ústrojí nebo opožděném motorickém vývoji bývá často opožděn i vývoj řeči. Neobratné děti mívají více nedostatků ve výslovnosti než děti pohybově průměrné. Proto je důležité u dětí rozvíjet hybnost celého těla (tzv. hrubou motoriku), hybnost ruky (jemnou motoriku), vztah oko – ruka, obratnost mluvidel (motoriku mluvních orgánů) apod.

### Rozvoj hrubé motoriky
- přeskoky na jedné noze, na obou nohách
- přeskoky přes pruh papíru vpřed a vzad
- stoj na jedné noze při otevřených očích, totéž při zavřených očích
- házení a chytání míče
- skákání „panáka“
- jízda na tříkolce, koloběžce, kole

### Rozvoj jemné motoriky
- konečkem palce se postupně dotýkat konečků ostatních prstů (prsty se zdraví), to samé druhou rukou, oběma rukama
- postupně vztyčovat prsty pravé nebo levé ruky ze zavřené pěsti
- ukazováček, prostředníček střídavě ťukat do stolu (hra na klavír) – pravou, levou, oběma
- namotávat klubíčko vlny pravou, levou.
- ukazováčkem i prostředníčkem pravé ruky běhat po stole, to samé levou rukou, oběma současně
- navlékat korálky
- hrát si s plastelínou

### Hračky podporující motoriku
Na trhu lze zakoupit i spoustu hraček podporující motoriku, např.:
- Barevná zavazovací botička s knoflíčkem s dírkou, suchým zipem i tkaničkami.
- Kostky s otvory, do kterých logicky zapadá kolečko, trojúhelník nebo čtvereček – podpořeno barevným rozlišením.
- Kostičky všeho druhu, např. pro stavbu „komína“.
- Rybičky s magnetkou a protipólem – magnetky na konci udice.
- Kuličková počítadla, točící se káči aj.